# Falda freatica

Immagine falda freatica

In idrologia la falda freatica, o falda libera, è un tipo di falda acquifera naturale, appartenente agli acquiferi non confinati.

## Descrizione

### Formazione

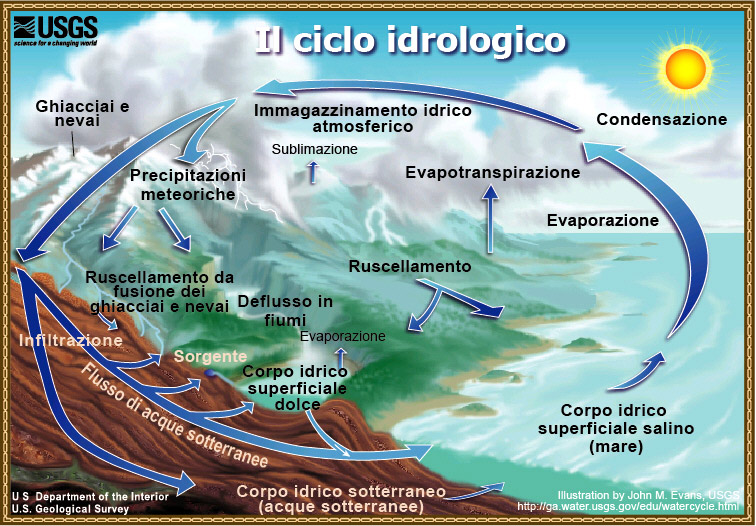
Il ciclo dell'acqua

Le acque meteoriche che cadono sulla superficie terrestre in parte ritornano all'atmosfera per effetto dell'evaporazione, in parte alimentano le acque superficiali e in parte, attraverso le fratture/porosità delle formazioni rocciose permeabili superficiali, riescono a percolare in profondità, fino a quando non incontrano una formazione impermeabile (es. formazione argillosa o rocciosa compatta) che ne arresta il movimento di percolazione.
A mano a mano l'acqua si deposita e va a saturare tutti i vuoti contenuti nella formazione permeabile formando zone di terreno saturo dette rocce-serbatoio o rocce acquifere. Può accadere che il letto della falda non sia formato da roccia ma da acqua di mare, come accade ad esempio nella falda pugliese. In questo caso l'acqua dolce, di peso specifico minore, galleggia sull'acqua marina. Questo equilibrio è descritto dalla legge di Herzberg, che stabilisce una relazione tra le altezze di acqua e i pesi specifici dell'acqua salata e di quella dolce.

### Classificazione delle rocce
Le rocce, in base alla loro porosità, possono essere suddivise in tre grandi categorie:
- rocce permeabili in grande: es. calcari carsificati;
- rocce permeabili per porosità interstiziale: es. ghiaie, tufi incoerenti, sabbie, ciottoli;
- rocce impermeabili: es. rocce compatte non fessurate, argille.

### Caratteristiche idrauliche
Le falde freatiche sono di norma contenute in formazioni permeabili che si spingono fino alla superficie del suolo (falda libera). L'acqua non le occupa interamente, ma solo nella parte inferiore, che si appoggia alla base della formazione impermeabile, detta "letto" della falda (aquiclude). Nella parte superiore gli spazi lasciati liberi dalle particelle solide, che costituiscono la formazione permeabile, sono occupati dall'aria in comunicazione con l'atmosfera (zona di aerazione). Tutti i punti della falda freatica in cui il liquido è alla pressione atmosferica costituiscono la superficie piezometrica (o freatica o libera) della falda. Tale superficie è orizzontale nel caso di falda statica, mentre nel caso di falda in movimento ha una pendenza nel senso del moto.
La falda freatica dinamica è assimilabile a un canale a superficie libera, al contrario della falda artesiana la quale è assimilabile a un condotto in pressione. La superficie piezometrica non coincide di norma con la superficie di separazione acqua-aria a causa della risalita capillare. Infatti i meati presenti della formazione permeabile, se di ridotte dimensioni, si possono comportare come tubi capillari, consentendo all'acqua di risalire al di sopra della superficie piezometrica.
La zona occupata dal liquido al di sopra della superficie freatica viene detta frangia capillare. Il suo spessore può variare da pochi centimetri ad alcuni metri, a seconda della dimensione dei vuoti della formazione permeabile. La presenza di accessi naturali, (in greco phréar, phréatos, cioè "pozzo") permette l'estrazione di acqua dalle profondità del terreno mediante pozzi (pozzi freatici) e l'utilizzo di pompe.

### Superficie freatica
L'andamento della superficie piezometrica di una falda (dinamica) viene misurato tramite tubi immessi in perforazioni del terreno (pozzi o piezometri) che raggiungono la zona satura. Nei tubi l'acqua risale fino al livello della superficie piezometrica. Note le quote topografiche dei punti di misura (pozzi o piezometri), viene misurata in detti punti la distanza tra la superficie topografica e la superficie piezometrica utilizzando opportune strumentazioni (es. freatimetro). In questo modo si possono ricavare nei diversi punti di misura le quote della superficie piezometrica rispetto al livello medio del mare.
Tali quote possono essere interpolate per ottenere le isopieze ( o isofreatiche), cioè le linee di uguale quota piezometrica, che, come le isoipse di una carta topografica, danno una chiara idea dell'andamento e del movimento della falda.

### Moti di filtrazione
A causa delle modeste dimensioni dei canali disponibili nelle formazioni permeabili, l'acqua presente nelle falde è caratterizzata da un movimento molto lento, detto moto di filtrazione. Il moto di filtrazione appartiene pertanto alla categorie dei movimenti in regime viscoso (o laminare o di Poiseuille) in cui la velocità risulta proporzionale alla cadente piezometrica.
Tale proporzionalità è ben descritta dalla legge di Darcy. 
{\displaystyle v=kJ}
dove:
- v è la velocità in m/s
- k è il coefficiente di permeabilità (o conducibilità idraulica) dell'acquifero o mezzo filtrante in m/s
- J è la cadente piezometrica in m/m

Dove però le rocce filtranti hanno grossi meati (permeabilità in grande), il moto dell'acqua può risultare anche turbolento e pertanto in questi casi cessa di essere valida la proporzionalità tra velocità e cadente (in questi casi la cadente è proporzionale al quadrato della velocità).
La velocità di filtrazione è una velocità fittizia tramite la quale viene sintetizzato il movimento d'insieme del fluido nel terreno tramite la legge di Darcy. La conoscenza della velocità effettiva risulta praticamente impossibile a causa della grande complessità del sistema di cunicoli lungo i quali l'acqua filtra il quale fa assumere al vettore velocità direzioni e moduli molto variabili da punto a punto.

### Determinazione della direzione e verso della falda
Esiste un procedimento grafico abbastanza semplice per determinare la direzione e il verso che segue l'acqua per muoversi nel sottosuolo.
Supponiamo di avere tre pozzi, denominati P1,P2 e P3 disposti secondo i vertici di un triangolo.
Si rileva livello della falda in corrispondenza di ogni pozzo e chiamiamo questi livelli rispettivamente h1,h2,h3.
Supponiamo che sia h2>h1>h3.
Sul lato del triangolo P2P3, con una semplice proporzione si individua il punto D dove la falda ha la stessa altezza h1  misurata nel pozzo P1.
LA congiungente P1-D rappresenta la traccia della superficie isofreatica di altezza h1.
La retta normale alla P1-D passante per il baricentro del triangolo dà la direzione del movimento della falda, il verso quello che va dalle quote più alte alle più basse.
Il modulo del vettore si può calcolare con la legge di Darcy.

## Utilità
La falda freatica svolge un ruolo fondamentale nell'agricoltura o per il rifornimento d'acqua tramite l'utilizzo dei pozzi. La quantità d'acqua ovviamente può variare con il cambio delle stagioni (in inverno il livello è maggiore dato che il bisogno di acqua in genere è minore) o con l'aumento o la diminuzione dell'intensità della pioggia. Anche l'intensità della vegetazione superficiale è causa di variazione del livello dell'acqua, così come l'utilizzo della stessa da parte di una comunità di esseri umani che possono estrarre l'acqua per un utilizzo civile o industriale oltre che per irrigare i campi. Nel caso il livello di acqua della falda freatica si abbassi troppo, è possibile immettere artificialmente altra acqua con un processo denominato "impinguamento" o "ravvenamento" che può prevedere la deviazione di un corso d'acqua o l'immissione di acqua da un lago vicino tramite irrigazione e vasche costruite in superficie.